# تیم ملی والیبال زنان نپال
تیم ملی والیبال زنان نپال (انگلیسی: Nepal women's national volleyball team) تیم ملی والیبال مختص زنان نپالی است که به عنوان نماینده نپال در رقابت‌های رسمی و دوستانه با حریفان به رقابت می‌پردازند.